# Dziecko (album)
Dziecko – czwarty album studyjny polskiej piosenkarki Edyty Bartosiewicz. Album ukazał się 1 czerwca 1997 roku, wydany nakładem wytwórni muzycznej Izabelin Studio/Polygram Polska. Nagrania do płyty powstały bezpośrednio po powrocie Edyty Bartosiewicz w Londynie, gdzie spędziła drugą połowę 1996 r., pracując w hotelu Abramson. Płytę poprzedził wydany w kwietniu tego samego roku singel „Jenny”. Drugi i trzeci singel „Skłamałam” i „Nie znamy się”, ukazały się, odpowiednio w sierpniu i w listopadzie, także 1997 roku. Czwarty singel z albumu „Boogie czyli zemsta słodka jest” został wydany w lutym 1998 roku. Singel tytułowy albumu ukazał się w maju tego samego roku.
W ramach promocji do pochodzących z płyty piosenek „Jenny”, „Skłamałam” i „Nie znamy się” zostały zrealizowane teledyski.
30 września 1997 roku album uzyskał status platynowej płyty.

## Lista utworów
Opracowano na podstawie materiału źródłowego.
1. „Jenny” (muz., sł. E. Bartosiewicz) – 4:39
2. „Skłamałam” (muz., sł. E. Bartosiewicz) – 4:55
3. „Nie znamy się” (muz., sł. E. Bartosiewicz) – 5:07
4. „Moja ulubiona pora roku” (muz., sł. E. Bartosiewicz) – 4:25
5. „Dziecko” (muz., sł. E. Bartosiewicz, M. Almond) – 4:45
6. „Boogie czyli zemsta słodka jest” (muz., sł. E. Bartosiewicz) – 2:56
7. „Coś zmieniło się?” (muz., sł. E. Bartosiewicz) – 5:12
8. „Na krawędzi” (muz., sł. E. Bartosiewicz, M. Almond) – 4:11
9. „Wśród pachnących magnolii” (muz., sł. E. Bartosiewicz) – 3:29
10. „Nie jak przyjaciel” (muz., sł. E. Bartosiewicz) – 3:13
11. „Słyszę jak mnie wzywasz” (muz., sł. E. Bartosiewicz) – 4:39
12. „Dobrze nam” (muz., sł. E. Bartosiewicz) – 5:56

## Twórcy
Opracowano na podstawie materiału źródłowego.
| - Edyta Bartosiewicz – aranżacje, gitara, śpiew, produkcja muzyczna - Krzysztof Poliński – aranżacje, perkusja - Maciej Gładysz – aranżacje, gitara - Radosław Zagajewski - aranżacje, gitara basowa - Romuald Kunikowski - aranżacje, instrumenty klawiszowe - M. Almond – gitara, instrumenty klawiszowe (1, 5, 8) |  | - Leszek Kamiński – mastering, realizacja nagrań - Julita Emanuiłow – mastering - Jacek Poremba - zdjęcia - Jarosław Korniluk - zdjęcia - Marek Straszewski - zdjęcia |